# 八甲溪
八甲溪，位於台灣北部之縣市管河川，幹流長度4.00公里，流域面積2.83平方公里，分佈於新北市石門區、三芝區。主流發源於三芝區橫山里內橫山西側，先向北流經戲坪埔、橋頭，後進入石門區境，再流經八甲、頂新庄，最終於白沙灣東側注入台灣海峽。